# Gare d'Auffay
La gare d'Auffay est une gare ferroviaire française de la ligne de Malaunay - Le Houlme à Dieppe, située sur le territoire de la commune d'Auffay, dans le département de la Seine-Maritime en région Normandie.
Elle est mise en service en 1848 par la Compagnie anonyme des chemins de fer de Dieppe et de Fécamp.
Gare voyageurs de la Société nationale des chemins de fer français, elle est desservie par des trains TER.

## Situation ferroviaire
Établie à 96 mètres d'altitude la gare d'Auffay est située au point kilométrique (PK) 174,843 de la ligne de Malaunay - Le Houlme à Dieppe (section à voie unique), entre les gares de Saint-Victor et de Longueville-sur-Scie.
Gare d'évitement, elle possède une deuxième voie pour le croisement des trains sur cette section à voie unique.

## Histoire
La station d'Auffay est mise en service le 1er août 1848 par la Compagnie anonyme des chemins de fer de Dieppe et de Fécamp, lorsqu'elle ouvre à l'exploitation les 51 km de sa ligne de Malaunay à Dieppe.

## Fréquentation
De 2015 à 2023, selon les estimations de la SNCF, la fréquentation annuelle de la gare s'élève aux nombres indiqués dans le tableau ci-dessous.
| Année                      | 2015    | 2016    | 2017    | 2018    | 2019    | 2020    | 2021    |
| -------------------------- | ------- | ------- | ------- | ------- | ------- | ------- | ------- |
| Voyageurs                  | 197 756 | 186 549 | 188 636 | 197 127 | 214 793 | 159 577 | 184 178 |
| Voyageurs et non voyageurs | 247 195 | 233 186 | 235 795 | 246 409 | 268 491 | 199 471 | 230 223 |

| Année                      | 2022    | 2023    |
| -------------------------- | ------- | ------- |
| Voyageurs                  | 228 254 | 275 079 |
| Voyageurs et non voyageurs | 285 318 | 343 849 |

## Service des voyageurs

### Accueil

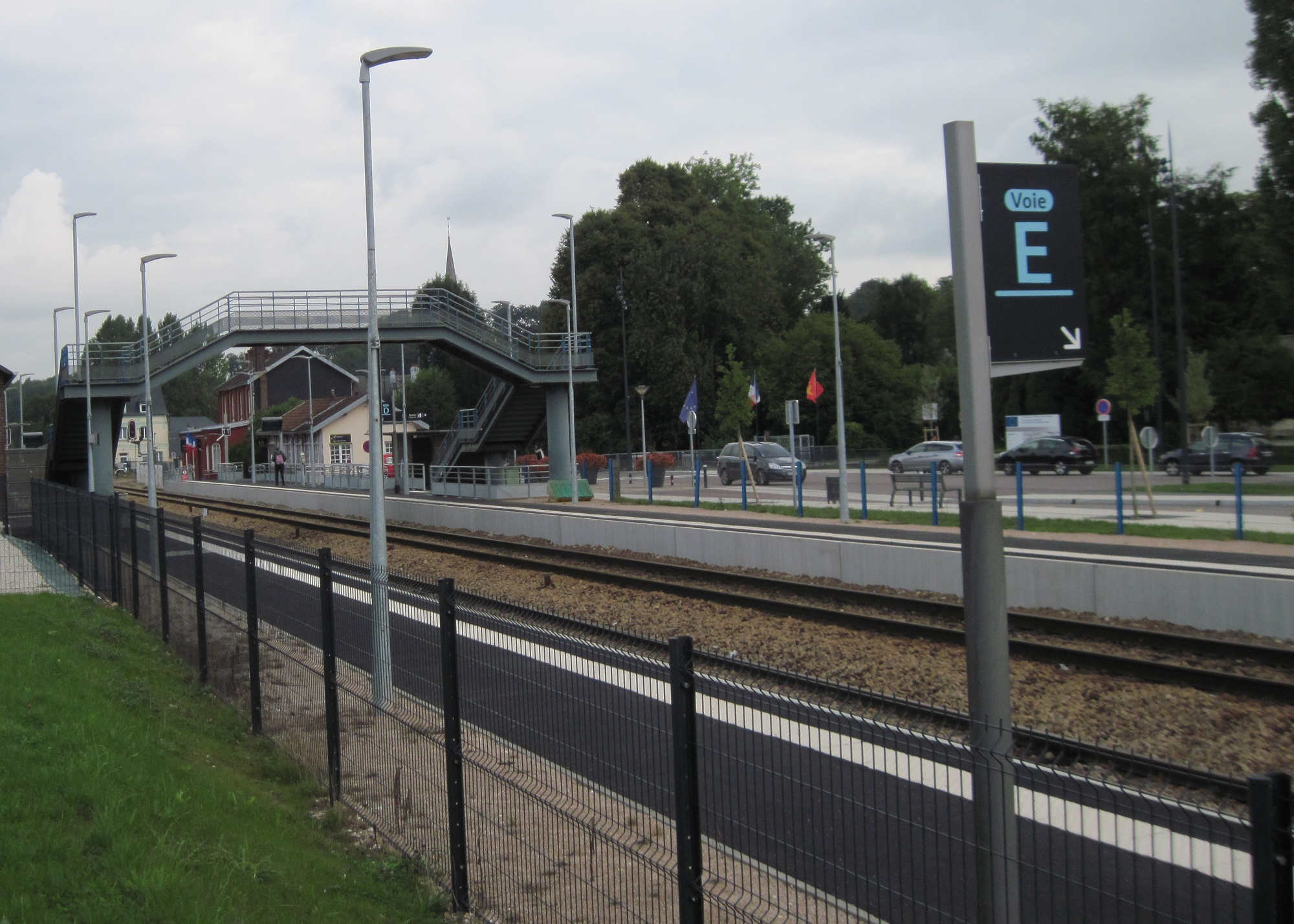
Quais, passerelle et bâtiment voyageurs.

Gare SNCF, elle dispose d'un bâtiment voyageurs, avec guichet, ouvert du lundi au vendredi et fermé samedi et dimanche. Elle est équipée d'automates pour l'achat de titres de transport.
Une passerelle permet la traversée des voies et l'accès aux quais.

### Desserte
Auffay est desservie par les trains TER Normandie (relation de Rouen-Rive-Droite à Dieppe).

### Intermodalité
Un parking pour les véhicules y est aménagé.